# Kovács Kiss Gyöngy
Kovács Kiss Gyöngy, korábbi névváltozatai: Kiss Mária Gyöngy, Kovács Gyöngy, Kovács Zoltánné (Kolozsvár, 1960. december 2.–) romániai magyar történész, művelődéstörténész, főszerkesztő. Kiss András leánya, Kovács Zoltán felesége.

## Életútja
Szülővárosában a Brassai Sámuel Elméleti Líceumban érettségizett 1979-ben, a Babeș–Bolyai Tudományegyetem Történelem-Filozófia Karán végzett 1983-ban, majd ugyanott 1998-ban megszerezte a történettudományok doktora fokozatot.
1983–1988 között a nagyváradi 5-ös Számú Líceumban történelem-filozófia szakos tanárként működött, ekkoriban könyvismertetései, riportjai jelentek meg A Hétben, a Művelődésben, az Igazságban. 1988-tól a Korunk című folyóirat rovatvezető szerkesztője, 1995–2008 között szerkesztőségi főtitkára, 2008-tól főszerkesztő-helyettese, 2013-tól főszerkesztője. 1999–2021 között az Erdélyi Múzeum felelős szerkesztője is. Magyarországi és erdélyi folyóiratokban jelennek meg tanulmányai.
Kutatási területe: Erdély 18. századi története, valamint 17–18. századi társadalom- és művelődéstörténete. Az MTA külföldi köztestületi tagja.
Több kötet szerzője, társszerzője, szerkesztője.

## Kötetei (válogatás)
- A Habsburg-uralom erdélyi kiteljesedésének folyamata a korabeli magyar emlékirodalom láttatásában: 17. század vége – 19. század eleje. Kolozsvár : Erdélyi Múzeum-Egyesület, 2000. 116 p. (Erdélyi Tudományos Füzetek 228.) ISBN 973-9929-98-2
- Rendtartás és kultúra: századok, mindennapok, változások Erdélyben.[1] Marosvásárhely : Mentor, 2001. 164 p. ISBN 973-8002-65-6
- A reneszánsz Kolozsvár (összeáll. Kovács András ; szerk. Kovács Kiss Gyöngy). Kolozsvár: Kolozsvár Társaság, 2008. 255 p. ISBN 978-973-8267-84-8
- Megidézett múlt: tanulmányok, forrásközlések. Kolozsvár, Komp-Press, Korunk, 2008. 238 p. ISBN 978-973-9373-87-6
- Hivatás és tudomány: az Erdélyi Múzeum-Egyesület kiemelkedő személyiségei ([szerk. Kovács Kiss Gyöngy] Kolozsvár, EME, 2009. 511 p. ISBN 978-973-8231-84-9
- A barokk Kolozsvár. Szerk. Kovács Kiss Gyöngy. Kolozsvár: Komp-Press – Kolozsvár Társaság, 2010. 80 p. ISBN 978-973-1960-79-1
- Studies in the History of Early Modern Transylvania. Edited by Gyöngy Kovács Kiss. Atlantic Research and Publications, Inc. Highland Lakes, New Jersey. Distributed by Columbia University Press, New York, 2011. 616 p. ISBN 978-0-88033-689-5
- A kolozsvári osztóbírói intézmény és a kibocsátott osztálylevelek. Komp-Press Kiadó – Korunk, Kolozsvár, 2012. 570 p. ISBN 978-973-1960-47-0
- Mítoszaink nyomában. Szerk., bev. Kovács Kiss Gyöngy. Kolozsvár: Korunk – Komp-Press, 2013. 264 p. ISBN 978-973-1960-51-7
- Fortuna vagy Fatum árnyékában? Fejezetek az Erdélyi Fejedelemség történetéből. Szerk., bev. Kovács Kiss Gyöngy. Kolozsvár: Komp-Press Kiadó – Korunk, 2014. 292 p. + 8 színes műmelléklet ISBN 978-973-1960-64-7
- A történész műhelye. Szerk., bev. Kovács Kiss Gyöngy. Kolozsvár: Komp-Press Kiadó – Korunk, 2015. 256 p. ISBN 978-606-773-001-2
- Félmúlt – jelen: Erdélyben – Európában, 1926–2016. A Korunk alapítása 90. évfordulója alkalmából szervezett konferencia előadásai, 2016. november 8–9. Szerk. Kovács Kiss Gyöngy. Kolozsvár: Komp-Press – Korunk, 2017. 208 p. ISBN 978-606-773-018-0
- Szerelmek a magyar történelemben. Szerk. Kovács Kiss Gyöngy. Kolozsvár: Komp-Press – Korunk, 2018. 230 p. ISBN 978-606-773-023-4
- Impériumváltás Erdélyben 1918–1920. Szerk., bev. Kovács Kiss Gyöngy.  Kolozsvár: Komp-Press – Korunk, 2020. 340 p. ISBN 978-606-773-028-9; ISBN 978-606-94721-6-3

## Díjai
- Hídvégi gróf Mikó Imre-emlékplakett (EME, 2007)
- Akadémiai Újságírói Díj (MTA, 2016)
- Magyar Érdemrend lovagkeresztje (2022)